# RK Launcher
 RK Launcher es un software gratuito (freeware) para Microsoft Windows que permite al usuario tener una barra (dock) a uno de los lados de la pantalla, donde se pueden agregar accesos directos a programas. Remplazando a la barra de tareas de Windows por un estilo más dinámico como el de Mac OS de Apple Inc.. Actualmente RK Luncher se encuentra en fase beta.

## Características
- Soporta distintos skins.
- Admite archivos PNG como ICO
- Minimiza aplicaciones dentro del Dock.
- Animaciones al abrir o al pasar el mouse.

## Programas Similares
- MobyDock
- XWindows Dock
- ObjectDock creado por Stardock
- RocketDock creado por Punk software
- Y'z Dock